# Sawai (jezik)
Sawai jezik (weda, were, weda-sawai; ISO 639-3: szw), jezik južnohalmaherske podskupine Južnohalmahersko-zapadnonovogvinejskih jezika, koji se govori oko 12 000 ljudi u 13 sela na sjevernim Molucima. Govore ga i pripadnici naroda Latu u selu Kairatu.
Sela u kojima se govori: Mafa, Foya, Weda, Kobe Tanjung, Kobe Gunung, Kobi Peplis, Lelilef Sawai, Lelilef Woebulan, Gemaf, Sagea, Wale, Messa, Dote.
Ima nekoliko dijalekata: weda, sawai, kobe, faya-mafa i messa-dote. ne smije se brkati s drugim sawai jezikom koji se zove i saleman.

## Vanjske poveznice
- Ethnologue (14th)
- Ethnologue (15th)